# AK Opatija Motorsport
Auto klub Opatija Motorsport, hrvatski automobilistički klub iz Opatije, sa sjedištem u Ičićima. Uspješni član kluba je Igor Puž, uspješan na Nagradi Tar-Vabrige, Edi Kuharić i dr.
Osnovala ga je početkom 2009. godine nekolicina vozača i zaljubljenika u autošport, od kojih su neki gotovo dva desetljeća u tom športu. Klub je športska neprofitna udruga. Namjera osnivača bila je promicati autošport i organizirati natjecanja. Klub danas ima tridesetak članova od čega 23 aktivna vozača i suvozača koji sudjeluju u prvenstvu Hrvatske, ali i u inozemstvu.
U klupske uspjehe ulazi osvajanje Mitropa Rally Challenge Cupa te Prvenstva Hrvatske u klasi 3 u rallyju 2013. godine, čime je klub došao do prvog mjesta u poretku klubova.
AK Opatija Motorsport je organizator i suorganizator raznih manifestacija, među kojima je bio suorganizator 40. Croatia Rallyja, zatim Međunarodne brdske auto utrke „Učka“, čiju je organizaciju 2012. godine Hrvatski auto i karting savez proglasio najboljom odnosno najbolje organiziranom brdskom auto utrkom za Prvenstvo Hrvatske. AK Opatija Motorsport od 2013. godine organizira utrku Inter Cars Učka koja se boduje za HAKS-ov kup u vožnjama Formula drivera.

## Vanjske poveznice
- [neaktivna poveznica]
- Facebook AK Rijeka
- Racing.hr  Arhivirana inačica izvorne stranice od 9. studenoga 2019. (Wayback Machine)